# Gerd Niebaum
Gerd Niebaum (ur. 23 października 1948 w Lünen-Brambauer). Były prezydent i członek zarządu Borussii Dortmund. Z zawodu prawnik.
W 1967 ukończył prawo na uniwersytecie w Münster. Niewiele później otworzył swoją kancelarię prawniczą w Dortmundzie.
29 lipca 1986 roku został prezydentem Borussii Dortmund po tym, jak klub stał na krawędzi bankructwa. Pod jego wodzą klub zdobył trzy mistrzostwa Niemiec, Puchar kraju, Puchar Interkontynentalny oraz wygrał Ligę Mistrzów.
Jak na ironię w 2004 roku BVB znów prawie zbankrutowała, a gdy Niebaum zrezygnował ze stanowiska, zastąpił go jego poprzednik Reinhard Rauball.